# Le Parisien
«Паризьен» (Le Parisien, дословно — «Парижанин») — французская ежедневная газета, которая охватывает международные и национальные новости, а также новости о жизни Парижа и его пригородов.
Газета была основана 22 августа 1944 года как  «Le Parisien libéré» («Освобожденный парижанин») Эмильеном Амори (фр. Émilien Amaury). В 1986 году название было изменено на текущее.
Национальное издание под названием «Aujourd’hui en France» («Сегодня во Франции») было выпущено в 1994 году.
Газета пользуется большим спросом как национальная газета Франции с ежедневным тиражом 530 000.